# 小野隆洋
小野 隆洋（おの たかひろ、1977年6月13日 - ）は、日本のトロンボーン奏者。

## 略歴
静岡県富士市出身。富士市立田子浦小学校、富士市立田子浦中学校、静岡県立富士高等学校を卒業し、東京音楽大学音楽学部へ進学。2000年に同大学を特待生で卒業後、同大学音楽研究科を経て、文化庁の派遣によりフランスに渡り、国立パリ地方高等音楽院（現・パリ地方音楽院）、国立ブローニュ地方音楽院（現・ブローニュ＝ビヤンクール地方音楽院）を卒業。世界各国での音楽演奏活動を経て、2003年に日本に帰国。 
ニース国際音楽アカデミー助教授を歴任して、現在は、山口芸術短期大学教授、日仏楽友協会専務理事、日本トロンボーン協会常任理事を務める。